# Schypynzi
Schypynzi (ukrainisch Шипинці; russisch Шипинцы Schipinzy, rumänisch Şipeniţi, deutsch (bis 1918) Schipenitz) ist ein Dorf in der ukrainischen Oblast Tscherniwzi mit etwa 3100 Einwohnern (2015).

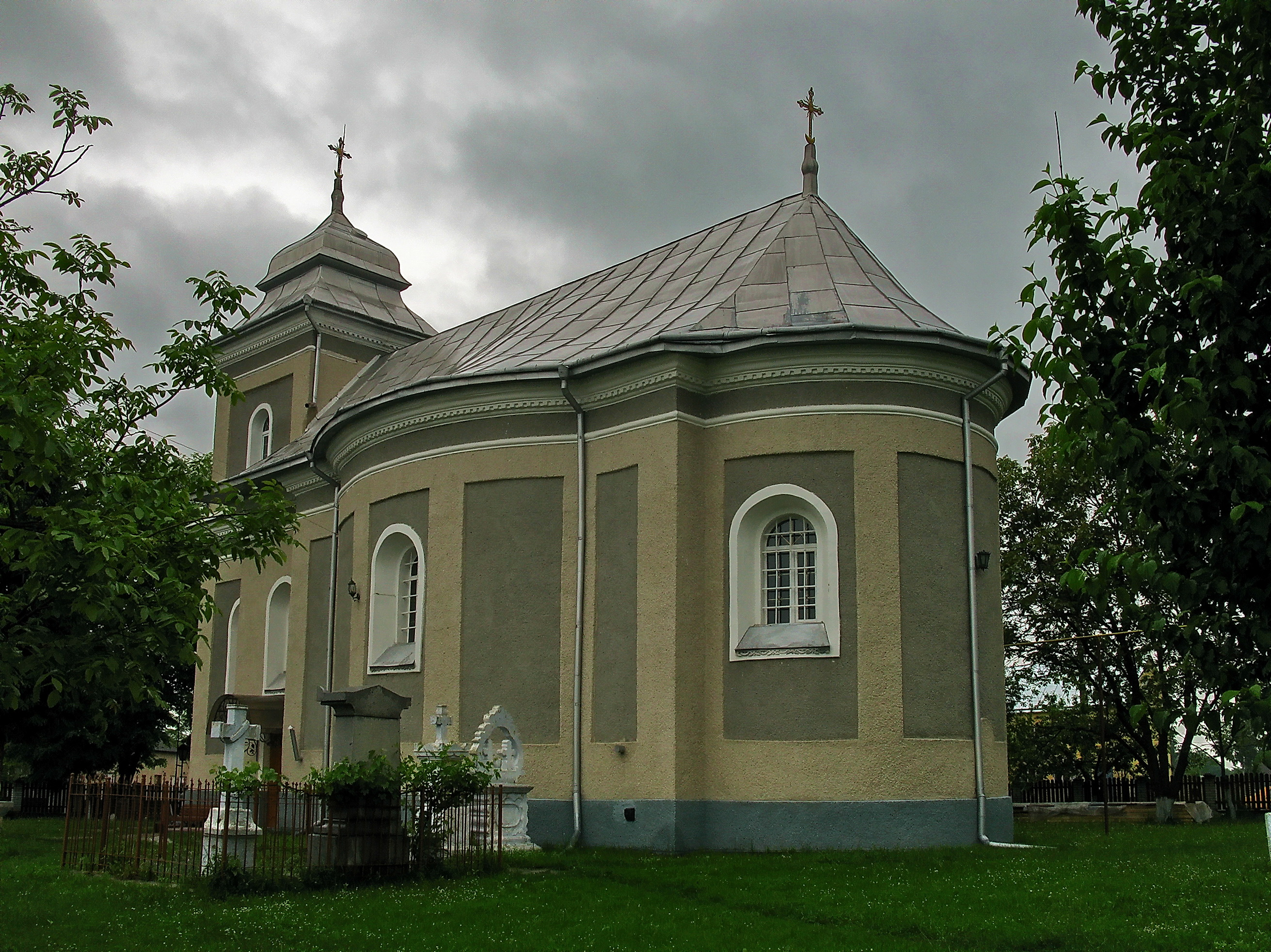
Dorfkirche

## Geschichte
Auf dem Gemeindegebiet der Ortschaft fand man eine Schnurrock tragende Tonstatuette aus dem Neolithikum.
Das im 13. Jahrhundert gegründete und im 14. und 15. Jahrhundert schriftlich erwähnte Dorf gehörte bis 1776 zum Fürstentum Moldau und anschließend, während seiner Zugehörigkeit zu Österreich zum Gerichtsbezirk Kotzmann (rumänisch: Coţman; ruthenisch: Kicmań) innerhalb des Herzogtums Bukowina. Nach dem Ersten Weltkrieg fiel das Gebiet an Rumänien. Im Zuge der Annexion der Nordbukowina am 28. Juni 1940 wurde es ein Teil der Ukrainischen SSR innerhalb der Sowjetunion. Im Zweiten Weltkrieg kam es zwischen 1941 und 1944 wiederum zu Rumänien. Seit 1991 ist das Dorf Teil der unabhängigen Ukraine.

## Geographie
Das Dorf im Norden der Bukowina liegt im Tal des Pruth und grenzt im Osten an die Siedlung städtischen Typs Luschany.
Südlich der Ortschaft verlaufen die Bahnstrecke Lemberg–Czernowitz der Lemberg-Czernowitz-Jassy-Eisenbahn sowie die Fernstraße N 10. Schypynzi liegt 10 km südlich vom Rajonzentrum Kizman und 19 km nordwestlich vom Oblastzentrum Czernowitz.
Am 8. August 2017 wurde das Dorf ein Teil der neu gegründeten Stadtgemeinde Kizman im Rajon Kizman, bis dahin bildete es die Landratsgemeinde Schypynzi (Шипинецька сільська рада/Schypynezka silska rada) im Süden des Rajons.
Seit dem 17. Juli 2020 ist der Ort ein Teil des Rajons Tscherniwzi.